# Beamer (LaTeX)
Beamer је LaTeX-ов класни документ за прављење слајдова презентација. Подржава pdfLaTeX и LaTeX + dvips. Име је преузето од немачке речи Beamer, псеудо-англицизам за видео пројектор.
Класа Беаmer није прва LaTeX класа за прављење презентација, као и многи својих претходници, има посебну синтаксу за дефинисање слајдова (познате у Beamer као "оквири"). Презентације могу бити израђене на екрану у етапама као да откривају текст који је претходно скривен или покривен. Ово се рукује са излазом PDF стварањем узастопних страница које чувају изглед, али додају нове елементе, тако да напредују на следећу страницу у PDF формату и изгледа да дода нешто на приказаној страници.
Изворни код за beamer презентације, као и сваки други LaTeX фајл, може бити креиран помоћу било ког текстуалног едитора, али постоји специфична подршка за AUCTeX и LyX.
Beamer подржава синтаксу других LaTeX презентација пакета, укључујући проспер и Foils, помоћу компатибилности пакета.
Beamer пружа могућност да се "handouts", која је верзија излаза погодна за штампање, без динамичких карактеристика, тако да штампана верзија слајда показује коначну верзију која ће се појавити током презентације. За убацивање више од једног рама на папиру,pgfpages пакет треба да се користи.
Верзија "чланак" је такође доступна, изречена стандардном величином папира (А4 или као писмо), са насловима оквира користи као став наслова, без посебног распореда слајд / боја, одржавајући сечења. Ова верзија је погодна за белешке са предавања или једног изворног фајла за чланак и слајдове за разговор о овом чланку.
Beamer зависи од PGF за неке од његових карактеристика.

### Туторијали
- Introduction to Beamer – How to make a presentation Архивирано на веб-сајту  (5. март 2013)
- Using beamer.cls: "An intentionally incomplete guide" from LaTeX for Logicians
- Beamer by Example from PracTEX Journal, many examples of both TeX source and formatted output
- Introduction to beamer on wikibooks
- A presentation using the LaTeX Beamer class (short guide – samples)